# 전기합성
전기합성(電氣合成, 영어: electrosynthesis)은 화학 전지에서 화합물의 합성을 뜻한다. 통상적인 산화환원반응에 비해 전기합성의 주요 이점은 전지 전위 제어에서 비롯되는 선택성 및 수율이다. 전기합성은 과학으로서 활발하게 연구되고 있으며, 산업적 응용 분야도 가지고 있다. 전기산화는 폐수 처리에 대한 가능성도 가지고 있다.

## 같이 보기
- 유기 합성
- 전기화학공학